# Kulcs megállóhely
Kulcs megállóhely egy Fejér vármegyei vasúti megállóhely Kulcs községben, a MÁV üzemeltetésében.
Külterületen helyezkedik el, a falu lakott területétől nyugatra, közúti elérését a 6-os főútból kiágazó 62 309-es számú mellékút (települési nevén Búzavirág utca) biztosítja.
2023. december 10-től Kulcs megállóhelyen a járatok feltételesen állnak meg.

## Vasútvonalak
A megállóhelyet az alábbi vasútvonalak érintik:
- Pusztaszabolcs–Paks-vasútvonal

## Kapcsolódó állomások
A megállóhelyhez az alábbi állomások vannak a legközelebb:
- Adony vasútállomás (Pusztaszabolcs–Paks-vasútvonal)
- Rácalmás vasútállomás (Pusztaszabolcs–Paks-vasútvonal)

## Megközelítése közösségi közlekedéssel
- Kulcs, kulcsi elágazás:  705, 8236, 8238, 8240
- Kulcs, Tavasz utca:  8244

## Forgalom
| Járat | Útvonal | Gyakoriság                                                                               |
| ----- | --- | ---------------------------------------------------------------------------------------- |
| S42   | Budapest-Déli – Budapest-Kelenföld – Budafok – Háros – Budatétény – Barosstelep – Nagytétény-Diósd – Érdliget – Érd felső – Érd – Százhalombatta – Dunai Finomító – Ercsi – Iváncsa – Pusztaszabolcs – Adony – Kulcs – Rácalmás – Dunaújváros | Budapest felé reggel óránként, délután 3 óránként; Dunaújváros felé délután 1-4 óránként |
| Z42   | Budapest-Déli – Budapest-Kelenföld – Érd felső – Százhalombatta – Iváncsa – Pusztaszabolcs – Adony – Kulcs – Rácalmás – Dunaújváros | Munkanapokon napi 3 Dunaújváros felé, napi 2 Budapest felé                               |